# Odd-Magnus Williamson

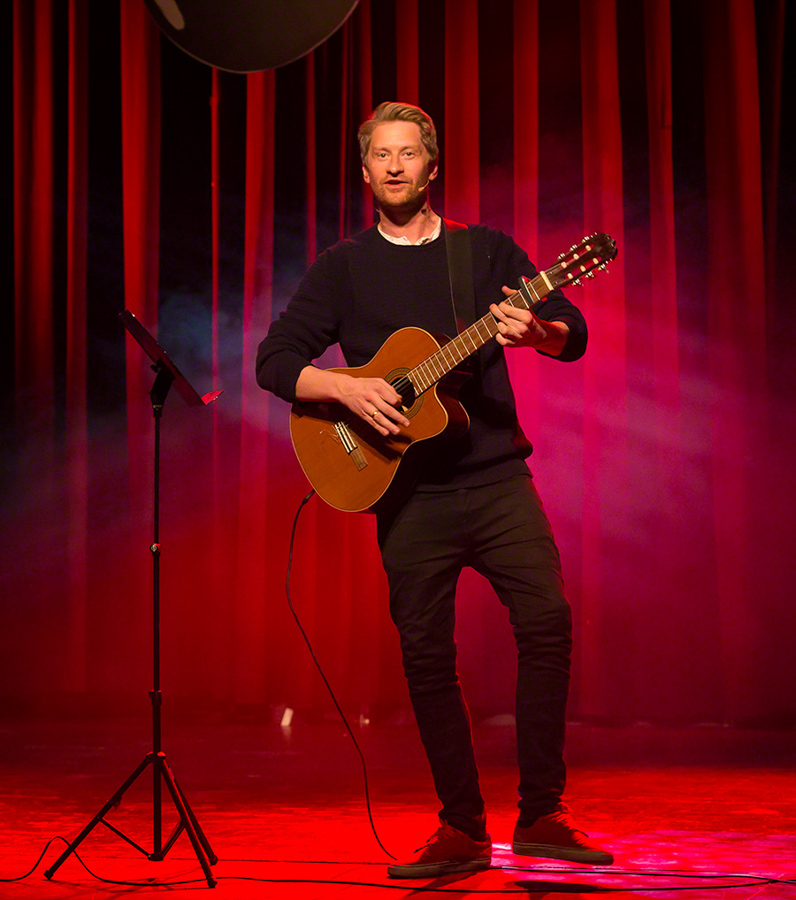
Odd-Magnus Williamson auf dem „Crap åppå Park“-Festival im Parkteateret

Odd-Magnus Williamson (* 14. September 1980 in Oslo) ist ein norwegischer Komiker, Werbetexter und Schauspieler. Er tritt derzeit in der Netflix-Serie Ragnarök auf.

## Leben und Karriere
Williamson ist im Stadtteil Nordstrand von Oslo aufgewachsen. 2015 heiratete er Tinashe Bakas Roll.
Dem norwegischen Fernsehpublikum ist er durch seine wiederkehrenden Auftritte in Werbespots für die Lebensmittelkette ICA und The Man Show bekannt.

## Filmografie (Auswahl)

### Kino
- 2006: Auf Anfang
- 2009: G-Force – Agenten mit Biss
- 2012: Kon-Tiki
- 2014: Käpt’n Säbelzahn und der Schatz von Lama Rama

### Fernsehen
- 2016: Nobel (Fernsehserie)
- 2019: Beforeigners (Fernsehserie)
- 2020: Ragnarök (Fernsehserie)